# (35367) Dobrédílo
(35367) Dobrédílo est un astéroïde de la ceinture principale découvert en 1997.

## Description
(35367) Dobrédílo a été découvert le 28 octobre 1997 à l'observatoire d'Ondřejov, situé près du village de Ondřejov, à environ 35 km au sud-est de Prague (République tchèque), par Lenka Šarounová.

### Caractéristiques orbitales
L'orbite de cet astéroïde est caractérisée par un demi-grand axe de 2,39 ua, un périhélie de 1,84 ua, une excentricité de 0,23 et une inclinaison de 0,74° par rapport à l'écliptique. Du fait de ces caractéristiques, à savoir un demi-grand axe compris entre 2 et 3,2 ua et un périhélie supérieur à 1,666 ua, il est classé, selon la JPL Small-Body Database, comme objet de la ceinture principale.

### Caractéristiques physiques
(35367) Dobrédílo a une magnitude absolue (H) de 16,3 et un albédo estimé à 0,149.